# Гончарова Катерина Миколаївна
Катерина Миколаївна Гончарова (в шлюбі баронеса Геккерн; народилася 22 квітня (4 травня) 1809 у Москві в Російській імперії. Померла 15 жовтня 1843, Сульц, Франція) — фрейліна, сестра Наталії Миколаївни Пушкіної, дружина Жоржа Дантеса. Пропозиція Дантеса, зроблена Катерині Миколаївні в жовтні 1836 року відстрочила дуель між ним і Олександром Сергійовичем Пушкіним. Слідом за чоловіком, висланим в 1837 році після дуелі з Пушкіним, виїхала з Росії в Францію.

## Біографія

### Ранні роки. Полотняний завод
Старша дочка Миколи Опанасовича Гончарова і його дружини Наталії Іванівни, уродженої Загряжської. Дитинство і юність Катерина провела в будинку Гончарових в Москві. Отримала домашню освіту. Після весілля молодшої сестри Наталії, навесні 1831 року Катерина і Олександра Гончарові були відправлені до маєтку Полотняний Завод, де близько трьох років вели відокремлений спосіб життя. Мати, з якою у сестер склалися важкі стосунки, відмовлялася вивозити їх у світ, вони ж прагнули до столиці, де служили брати і жила Наталія Миколаївна. Зі смертю восени 1832 року глави роду Гончарових, Афанасія Миколайовича, становище Катерини та Олександри ще більше ускладнилося. Дід залишив Дмитру Миколайовичу, що став головою Гончарівського майорату,  борги в півтора мільйона рублів. Сім'я була розорена, старшому братові довелося звести до мінімуму всі сімейні витрати. Єдиними розвагами в селі для сестер були заняття музикою, читання та верхова їзда.
У сімейному архіві Дантесів в Сульці зберігаються два альбоми Катерини Гончарової. Це збірники поезії, складені нею в 1833 році в Полотняному заводі. В альбоми включені твори всіх видатних поетів того часу (зокрема чотири вірші Пушкіна) і п'єса «Лихо з розуму» Грибоєдова. На думку Миколи Раєвського, для того, щоб переписати об'ємний і складний текст грибоєдовської п'єси, необхідно добре знати російську мову. Французький пушкініст Андре Меньє (André Meynieux), який опублікував повідомлення про ці рукописні збірники , вважав, що старша Гончарова була «поза всяким сумнівом дівчиною культурною, добре розбиралася в поезії і далеко не позбавлена смаку». Відомо, що, вже живучи в Петербурзі, Катерина Миколаївна вивчала риторику. Письменники Ободовська і Дементьєв, які вивчали листування Гончарових, вважали, що Катерина була розумною і вольовою жінкою, незалежною у своїх судженнях. Раєвський відзначав, що «розум у цієї панянки був дуже самостійний, а переконання фрейліни Гончарової не особливо вірнопідданські».

### Петербург
Ймовірно, ще в 1833 році передбачалося, що Катерина переїде до столиці. Восени 1834 року, на запрошення молодшої сестри, Катерина та Олександра переїхали в Петербург, в будинок Пушкіних. Наталія Миколаївна сподівалася, що в столиці вони швидше влаштують свою долю, і зуміла переконати в правильності свого рішення чоловіка, який спочатку скептично ставився до переїзду своячок в Петербург.
Сестри стали бувати у світі. Спочатку передбачалося, що обидві сестри стануть фрейлінами, проте в грудні 1834 р. лише Катерина отримала шифр, безсумнівно, завдяки турботам тітки Катерини Іванівни Загряжської і, можливо, протекції Наталії Кирилівни Загряжської. Всупереч встановленому правилу, Катерина Гончарова, ставши фрейліною, не переїхала до палацу, а продовжувала жити в родині Пушкіних. Попри те, що фрейліна Гончарова була прихильно зустрінута Олександрою Федорівною і Миколою I, у вищому суспільстві Петербурга і її, і сестру Олександру чекав дуже стриманий прийом. За словами Катерини, «немає нічого жахливішого, ніж перша зима в Петербурзі», однак Гончарови досить швидко освоїлися у світі, багато в чому завдяки своїй молодшій сестрі. Світське життя вимагало великих витрат, сестри також вносили свою частку за стіл і квартиру, яку знімали Пушкіни. Оскільки Дмитро Миколайович несистемно надсилав їм утримання, Катерині й Олександрі, попри те, що їм також допомагала тітка, доводилося займати гроші. Їхні листи братові сповнені прохань вислати скоріше гроші.
Існують різні думки про зовнішність двох старших сестер Гончарових, ймовірно, більшість з них упереджені. Так, Софія Карамзіна в одному з листів іронічно відгукується про сестер Наталії Миколаївни: «… хто дивиться на посередній живопис, якщо поруч Мадонна Рафаеля?» Проте в іншому посланні зазначає: «… серед гостей були Пушкін з дружиною і Гончарові (всі три сліпучі витонченістю, красою і неймовірними таліями)». Катерина була жінкою південного типу, з великими темними очима і смаглявою шкірою (що в той час вважалося серйозним недоліком). І Олександра, і Катерина були по-своєму красиві, але в очах сучасників не витримували порівняння з молодшою сестрою. Сестра Пушкіна писала: «Вони красиві, ці невістки, але ніщо в порівнянні з Наташею». Вступити в шлюб Гончарові не могли не через свою непривабливість, а через важке матеріальне становище: їм не доводилося розраховувати на придане.

### Катерина Гончарова і Дантес
З Дантесом Катерина познайомилася восени 1834 року. Влітку 1835 року Пушкін і Гончарова жили на дачі на Чорній річці. В кінці липня сюди повернувся з маневрів Кавалергардський полк, можливо, саме тоді почалося залицяння Дантеса, закоханого в Наталію Миколаївну, за двома сестрами — молодшою і, для прикриття, старшою. У сезон 1835—1836 років сестри вели активне світське життя, буваючи на двох-трьох балах на тиждень: «Тепер, коли нас знають, нас запрошують танцювати; це жахливо, ні хвилини відпочинку, ми повертаємося з балу в дірявих черевиках, чого в минулому році зовсім не було» , — писала Катерина брату Дмитру. Однак і ця зима не принесла змін у долі Катерини та Олександри. З особливим задоволенням відвідували вони салони Карамзіних і Вяземських. Серед завсідників цих світських віталень був і Дантес, з яким Катерина прагнула зустрічатися якомога частіше. Літо 1836 роки сім'я провела на Кам'яному острові. Катерина Миколаївна на прогулянках і літніх балах бачилася з Дантесом. Однак в листах до свого брата Дмитра, найближчій їй людині в родині, ім'я Дантеса вона не згадує. Ймовірно, це замовчування мало причину. У світі вже обговорювали як залицяння Дантеса за дружиною Пушкіна, як і те, що старша сестра Наталії Миколаївни була серйозно ним захоплена.
Деякі пушкіністи вважають, що Катерина Миколаївна була коханкою Дантеса, і їх зв'язок почався влітку 1836 року. Передбачалося також, що вона була вагітна до шлюбу, а дата народження першої доньки Дантесів Матильди — 19 жовтня1837 року — підроблена. Публікатори листів сестер Гончарових, Ободовська і Дементьєв, відзначають, що поведінка Дантеса щодо Катерини до весілля показувала, що вони були ближчими, ніж просто наречений і наречена. Вивчивши листування і документи, що зберігаються в Гончарівському архіві, вони прийшли до висновку, що версія про вагітність Катерини до весілля була помилкова, однак цілком ймовірно, що у Дантеса був зв'язок з нею.

### Шлюб

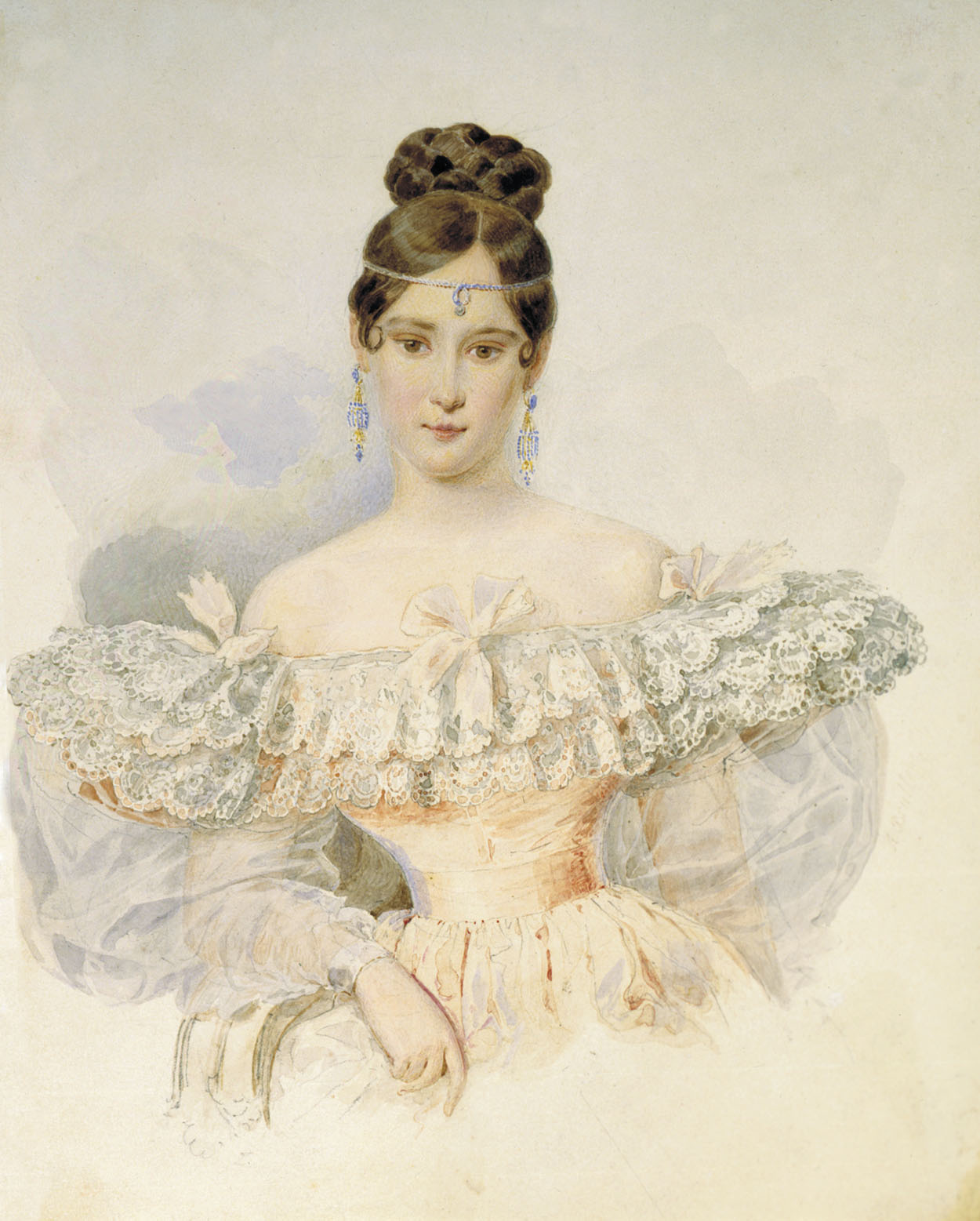
Н.М.Пушкіна — сестра К.М.Гончарової. Портрет роботи О. П. Брюллова

3 (або вранці 4) листопада друзям Пушкіна був надісланий анонімний пасквіль з образливими натяками щодо поета і його дружини. Пушкін, який дізнався про листи, був упевнений, що вони — справа рук Дантеса та його вітчима Геккерна. Увечері 4 листопада він послав виклик (без зазначення причини) на дуель Дантесу, який отримав Геккерн (його «син» знаходився на чергуванні). Схвильований Геккерн терміново поїхав до Пушкіна і домігся відстрочки дуелі на два тижні.
Про виклик стало відомо в родині Пушкіна. Наталія Миколаївна через свого брата Івана зв'язалася з Жуковським, сподіваючись, що останній запобіжить зіткненню. У переговори вступила також тітка Катерина Загряжська. 9 листопада 1836 року без сумніву під впливом подій, що відбулися, Катерина Миколаївна пише Дмитру Гончарову:
|  | …счастье моё уже безвозвратно утеряно, я слишком хорошо уверена, что оно и я никогда не встретимся на этой многострадальной земле, и единственная милость, которую я прошу у Бога, это положить конец жизни столь мало полезной, если не сказать больше, чем моя. |

Коментуючи цей лист, Ободовська і Дементьєв відзначають, що в ньому немає ніякої ворожості по відношенню до Пушкіних, однак, як припускають вони, саме з цього моменту Катерина «стала боротися за своє щастя».
Геккерни через Жуковського запевнили Пушкіна, що Дантес зовсім не залицяється до Наталії Миколаївни, насправді він закоханий в його своячку і має намір одружитися з нею. Ймовірно, і Наталя Миколаївна, і її сестри просили Пушкіна не доводити справу до дуелі.
У коротких замітках, які присвячених дуелі, що не відбулася, 7 листопада Жуковський записує: «Я вранці у Загряжської. Від неї до Геккерна … Відкриття Геккерна … Про любов сина до Катерини … Про передбачуване весілля … Думка все зупинити — повернення до Пушкіна. Les révélations. Його сказ…». Ободовська і Дементьєв припустили, що Геккерн сказав Жуковському про зв'язок Катерини і Дантеса, і саме цим пояснюється гнів Пушкіна. У цьому ж ключі тлумачаться слова Загряжської, в недатованій записці повідомлялося про те, що весілля — справа вирішена «…і так усі кінці в воду».
17 листопада Соллогуб В. О., секундант Пушкіна, сповіщав поета, що Дантес:
|  | …окончательно решил объявить свои намерения относительно женитьбы, но что опасаясь, как бы этого не приписали желанию уклониться от дуэли, он по совести может высказаться лишь тогда, когда всё будет покончено между вами и вы засвидетельствуете словесно в присутствии моём или г-на д’Аршиака, что вы не приписываете его брака соображениям, недостойным благородного человека. |

Того ж дня Пушкін написав Соллогубу лист, в якому просив «розглядати цей виклик як такий, що не мав місця», так як «з розмов в суспільстві» дізнався, що Дантес вирішив оголосити про своє одруження після дуелі.

17 листопада Дантес зробив офіційну пропозицію через Загряжську, в той же день в Петербург приїхав в якості глави сім'ї Дмитро Гончаров, про заручини було оголошено увечері 17-го на балу у С.В.Салтикова. Звістка про одруження Дантеса на Катерині Гончарової у вищому суспільстві Петербурга, а також серед близьких друзів і родичів Пушкіна була зустрінута з подивом і недовірою: 
|  | …его [Дантеса] страсть к Наташе не была ни для кого тайной. Я прекрасно знала об этом, когда была в Петербурге, и я довольно потешалась по этому поводу; поверьте мне, что тут должно быть что-то подозрительное, какое-то недоразумение и что, может быть, было бы очень хорошо, если бы этот брак не имел места. Ольга Павлищева |

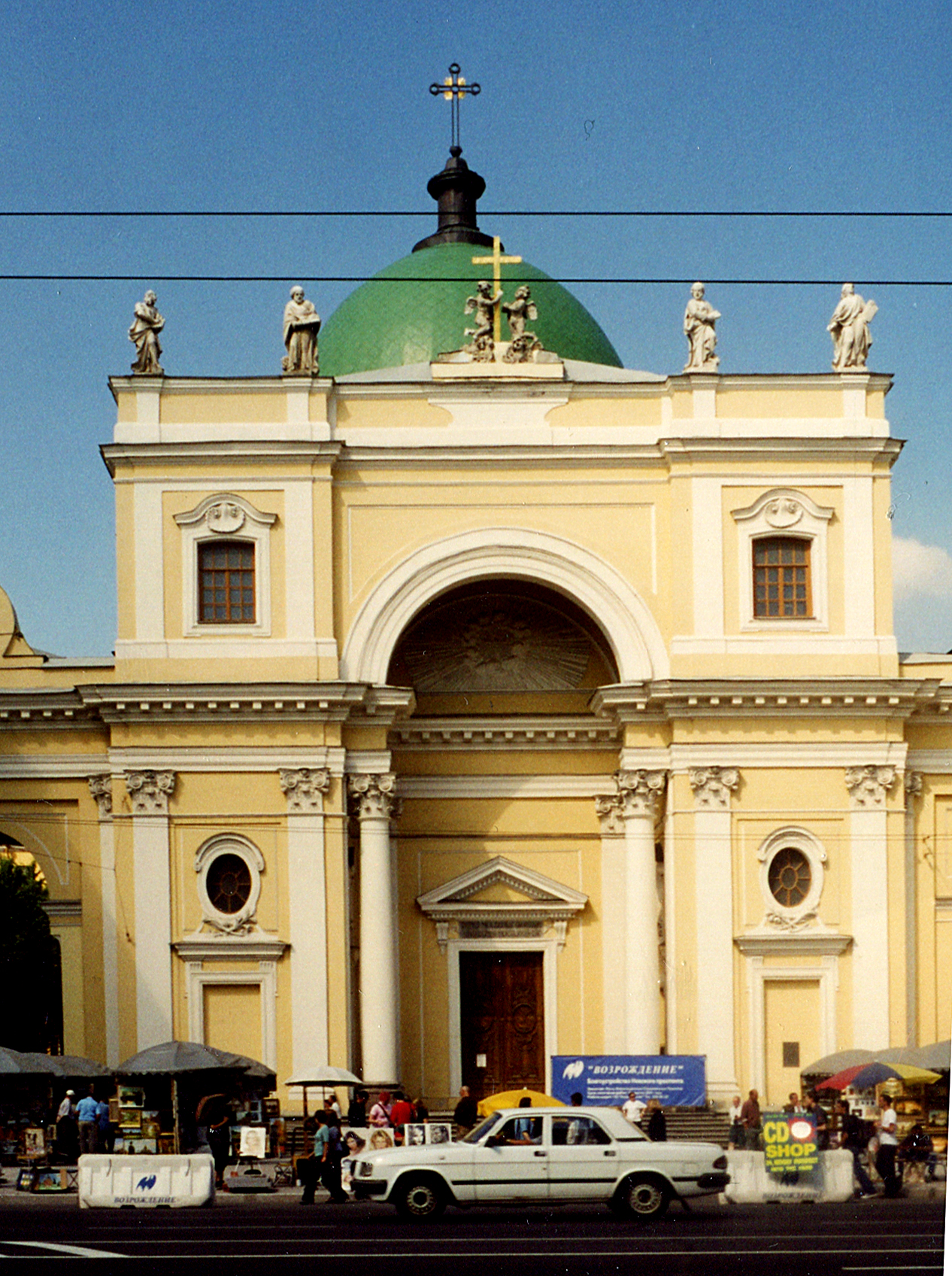
Храм Святої Катерини Олександрівської, де відбулося вінчання Ж. Дантеса і К. Гончарової за католицьким обрядом

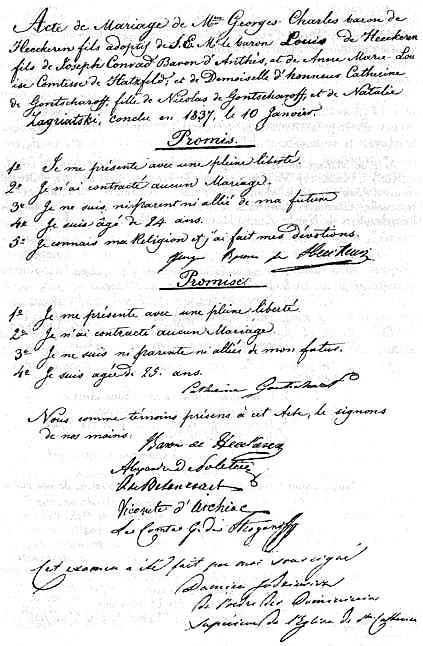
Запис про вінчання в храмі Святої Катерини Олександрійської К. Гончарової і Ж. Дантеса

Софія Карамзіна, постійно бачила в салоні своєї мачухи Карамзіної Катерини Андріївни всіх учасників переддуельних подій, зазначала, що Катерина Гончарова здається більш щасливою, ніж Дантес, який «не міг відчути захоплення».
Пушкін пише батькові про приготування до весілля: «Шиття приданого сильно займає і бавить мою дружину і її сестер, але мене доводить до сказу. Бо мій будинок має вигляд модної і білизняної майстерні». Однак, судячи з послань Катерини братові, вона з нетерпінням і тривогою чекає весілля, рахуючи дні, що залишилися: «Не знаю нічого більш нудного, ніж становище нареченої, і потім всі клопоти про придане річ огидна».
Пушкініст Яшин висловив припущення, що Дантес одружився з Гончаровою, підкоряючись наказу Миколи I. Публікація в Парижі записок дочки імператора Ольги Миколаївни в 60-х роках XX століття здавалося б підтвердила цю гіпотезу. В їх російському перекладі значиться: «… а Дантесу було наказано одружуватися на старшій сестрі Наталії Пушкіній, досить пересічній особі». Однак виявилося, що переклад цієї фрази був помилковим. В оригіналі записок Ольги Миколаївни повідомляється про те, що друзі Пушкіна знайшли тільки один спосіб уникнути дуелі: одруження Дантеса на Катерині. Проте досить швидко було отримано імператорський дозвіл на шлюб католика і православної. Микола I не став наполягати на прийнятті присяги на російське підданство Дантесом перед весіллям, але наречений зобов'язувався «не відволікати майбутньої дружини від православної греко-російської віри». Катерина Миколаївна погодилася на те, щоб діти, народжені в цьому шлюбі, стали католиками.
Пізніше «прийомний батько» Дантеса Геккерн писав Нессельроде, що цим шлюбом той «закабалив себе на все життя».
Дантес не їздив в будинок нареченої, Катерина Миколаївна бачилася з ним тільки у своєї тітки, фрейліни Загряжської. Весілля відбулося 10 січня 1837 року. Загряжська докладала всіх зусиль, щоб церемонія пройшла якомога більш у вузькому колі: так, вона наполягла, «побоюючись зайвої цікавості», щоб Софія Карамзіна (в світі її вважали жінкою злоязичною), запрошена сестрами, не була присутня на церемонії. Карамзіна дуже шкодувала, що втратила можливість побачити «як виглядали учасники цієї таємничої драми в заключній сцені епілогу».
Вінчання проходило за двома обрядами: католицьким (в церкві Св. Катерини) і православним (в Ісаакієвському соборі). Посаженими батьком і матір'ю нареченої були Григорій Строганов і його дружина Строганова Юлія, з боку нареченого посаженою матір'ю була М. Д. Нессельроде. Після вінчання в честь молодих Строганов дав весільний обід. На вінчанні були присутні сестри Катерини і спеціально приїхали до Петербурга брати Дмитро і Іван, проте на обіді вони не залишилися. Брати Гончарові відразу після весілля, не заїхавши до Загряжської, яку, ймовірно, вважали відповідальною за подію, що відбулася, покинули столицю.
Після весілля Софія Карамзіна, яка побувала у молодих на їхній квартирі в будинку Голландського посольства, писала брату Андрію про обстановку безтурботності, що панувала в той момент, як їй здавалося, в сімействі Геккернів:
|  | Не может быть, чтобы всё это было притворством: для этого понадобилась бы нечеловеческая скрытность, и притом такую игру им пришлось бы вести всю жизнь! Непонятно. |

Більш чуйно визначила стан речей Олександра Гончарова, яка, з метою підтримати сестру, бувала іноді у Геккернів. На її думку, Катерина стала спокійніша, але і сумніша, проте, намагаючись не показати цього сестрі з самолюбства, намагалася створити ілюзію вдалого шлюбу .
Ситуація після весілля тільки погіршилася. З боку Геккернів було кілька спроб домогтися примирення, але Пушкін рішуче відхиляв їх. Дантеси не бували у Пушкіних, але зустрічалися з ними в світі. Жорж Дантес продовжував демонстративно надавати знаки уваги Наталії Миколаївні. У суспільстві поширювалися чутки, що Дантес одружився з нелюбою жінкою, щоб «врятувати честь» Пушкіної  .

### Роль К. М. Гончарової в подіях, що передували дуелі Пушкіна
Справжня роль Катерини в переддуельних подіях до теперішнього часу не з'ясована остаточно. Цілком ймовірно, що вона знала про майбутню дуель і не попередила сестру (можливо, її змусили мовчати). Дослідники одностайні в одному: закохана в Дантеса, вона «з першого ж дня стала іграшкою в руках баронів» (Ахматова), а увійшовши в їх сім'ю, вона прийняла їх сторону в протистоянні з Пушкіним. Безпосередні свідки подій покладали частину провини на Катерину. Так, Олександр Карамзін з крайнім обуренням говорить про старшу Гончарову: «… та, яка так довго грала роль звідниці (фр. entremetteuse, стала, в свою чергу, коханою, а потім і дружиною. Звичайно, вона від цього виграла, тому-то вона — єдина, хто торжествує до цих пір, і так подурніла від щастя, що, погубивши репутацію, а може бути, і душу своєї сестри, пані Пушкіної, і викликавши смерть її чоловіка, вона в день від'їзду останньої послала сказати їй, що готова забути минуле і все їй пробачити !!!».
Графиня Фикельмон в своєму щоденниковому запису з приводу дуелі Пушкіна відзначала:
|  | Одна из сестёр госпожи Пушкиной, к несчастью, влюбилась в него [Дантеса], и быть может, увлечённая своей любовью, забыла обо всём том, что могло из-за этого произойти для её сестры; эта молодая особа учащала возможности встреч с Дантесом; наконец, все мы видели, как росла и усиливалась эта гибельная гроза! |

Аналізуючи запис із щоденника Фікельмон, присвячений дуелі і смерті Пушкіна, Раєвський зазначає, що для неї Катерина була радше «комічним персонажем трагедії». Однак насправді старша Гончарова переживала глибоку драму. Софія Карамзіна, описуючи останнє побачення сестер після смерті Пушкіна і перед від'їздом з Петербурга Наталії Миколаївни, каже, що Катерина до нього лише сміялася і твердила про своє щастя. На думку Ободовської і Дементьєва, Карамзіна не розуміла, що Катерина вже почала те подвійне життя, «яке довелося вести … до самої смерті». І на останньому побаченні з рідними вона не хотіла визнати ні за собою, ні за Геккернами провини. Лише коли Катерина сказала, що «прощає Пушкіну», «тітка [Загряжська] висловила їй все, що відчувала вона у відповідь на її слова», і «ця відповідь привела до тями і до сліз» .
В.Старк, аналізуючи невідомі до їх публікації в 1995 році С.Вітале листи Дантеса до Катерини, передбачає, що вже з кінця літа 1836 року «Катерина, яка закохалася в Дантеса, погоджується на роль його довіреної особи — не стільки посередниці, скільки ширми, і фактично стає його шпигуном в будинку Пушкіних».

### Останні роки

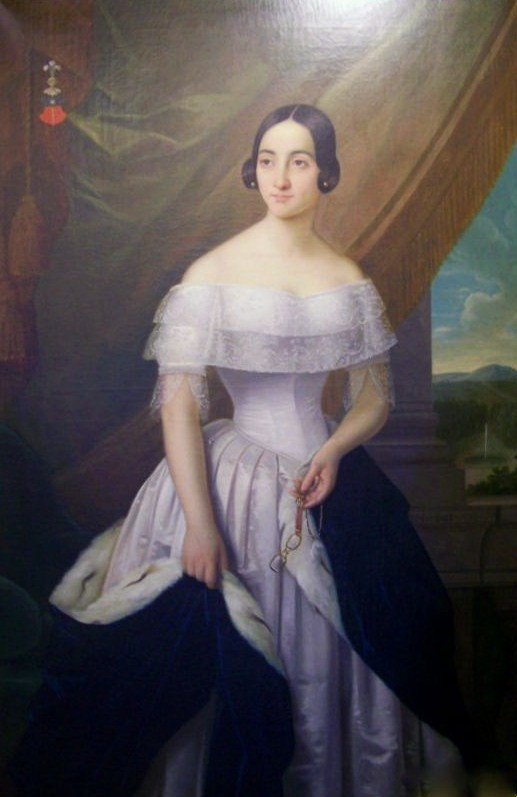
Катерина Дантес де Геккерн на портреті Н. Вельца (1840)

Після дуелі Дантес був заарештований, розжалуваний у солдати, а 19 березня 1837 року його вислали за кордон. Катерина Миколаївна чекала дитину. Ймовірно, в цей час крім Строганових, що співчували Дантесу, і Ідалії Полетіки ніхто не бував в будинку Геккернів. Катерина разом з Луї Геккерном поїхала з Петербурга 1 квітня 1837 року. З рідних її ніхто не проводжав. Геккерн і його невістка зустрілися з Дантесом в Берліні. З Берліна Геккерн попрямував в Гаагу: офіційно він поїхав у відпустку, однак імператор дав йому зрозуміти, що вважає службу  барона на посту посла в Росії повністю завершеною. Луї Геккерн п'ять років чекав нового призначення.
У червні 1837 року Дантес і Геккерн відвідали Баден-Баден. Передбачається, що вони хотіли зустрітися там з великим князем Михайлом Павловичем, який там лікувався. Є відомості, що останній, побачивши Дантесів, навіть не відповів на їхнє привітання.
Подружжя Дантес оселилися в Сульці, у рідного батька Жоржа. Вони жили окремо від великої родини Дантесів, в бічному флігелі поміщицького будинку. Ймовірно, незабаром в Сульц приїхав і Геккерн, так як в метриці про народження старшої дочки Дантесів він значиться свідком, а місцем його проживання вказано це місто. У листах до брата Дмитра Катерина нічого не розповідає про свої нових родичів і про те, як вона була прийнята в сім'ї чоловіка. Ободовська і Дементьєв, вивчивши її послання з-за кордону, що зберігаються в архіві Гончарових, прийшли до висновку, що їх можна розділити на дві частини: ті, що написані в присутності чоловіка, і ті, які він не міг прочитати. З усіх родичів листування підтримували Дмитро Миколайович і Наталя Іванівна Гончарова. Лише двічі Катерина згадує, що отримала листа від сестер. Вона наполегливо просить брата надіслати їй портрет батька, дуже рада, коли нарешті його отримує, проте сама не зважується написати Миколі Опанасовичу. Катерина цікавиться всім, що відбувається на батьківщині, життям рідних і знайомих, але ніколи не питає про своїх племінників Пушкіних, згадуючи про молодшу сестру, вона, не називаючи її по імені, позначає її лише ініціалом N. З великим роздратуванням Катерина пише про Загряжську, яка порвала всі зв'язки з племінницею.
Червоною ниткою у всіх листах проходять прохання Катерини про гроші. Дмитро Миколайович обіцяв перед весіллям майбутньому зятю виплачувати сестрі річне утримання в 5000 рублів, однак надсилав гроші вкрай нерегулярно. Матеріально Дантеси були забезпечені. Рідний батько чоловіка Катерини був багатим поміщиком. Геккерн також не шкодував грошей для свого прийомного сина: заради нього відбувалися поїздки в Париж, до Відня, покупка ферми в околицях Сульца. Проте під впливом Дантеса і Геккерна в листах Катерини Миколаївни з'являються розрахунки боргів брата, виведені з точністю до напівкопійок.
Навесні 1838 року Дантеси приїхали в Париж. У своєму листі до брата Катерина говорить про безліч знайомих, які неодмінно хочуть супроводжувати подружжя в світське суспільство, проте не називає конкретних імен. Ймовірно, єдиною людиною, з яким спілкувалася в Парижі Катерина, була Анастасія Сіркур, колишня сусідка Гончарових по Полотняному Заводу.

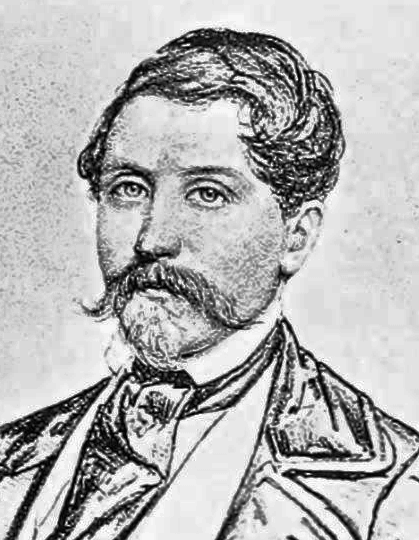
Жорж Шарль Дантес. 1844

Навесні 1842 року випадково дізнавшись від спільних знайомих, що її брат Іван знаходиться в Бадені, Катерина приїхала туди разом з чоловіком і двома старшими дітьми. Ймовірно, Гончаров не хотів зустрічатися з сестрою і її чоловіком, в іншому випадку він поставив би Катерину до відома, що знаходиться зовсім недалеко від Сульца. Іван визнає, що «присутність її [Катерини] чоловіка була мені багато приємніша, ніж я був до того підготовлений». Дантеси усіма силами намагалися переконати Гончарова в тому, що його сестра щаслива в шлюбі, і, ймовірно, їм це вдалося. Іван пише старшому братові: «Катя безперестанку говорить про своє щастя, і тільки одна думка невідступно переслідує її: ніколи не повертатися в Росію». Дантес використовував зустріч, щоб нагадати Гончаровим про їхній обов'язок, Іван Миколайович зазначає «безкорисливість, з яким він [Дантес] говорить про гроші». Пізніше, ймовірно пошкодувавши, що піддався першому враженню, Іван Гончаров вже набагато холодніше відгукується про подружжя Дантес. Отримавши від старшого брата папери, які доводять важке фінансове становище Гончарових, він поспішив переслати їх сестрі, щоб, за його словами, Дантес і Геккерн зрозуміли, що причиною нерегулярності виплат є розорення сім'ї.
У 1842 році Луї Геккерн отримав нарешті акредитацію при віденському дворі. У віденському суспільстві він був прийнятий холодно. У Відні служили в той час свідки петербурзької трагедії 1837 року — граф Фікельмон, колишній посол при російському дворі, в сім'ї якого з великою повагою ставилися до Пушкіна; дипломати Меджніс і Іван Гагарін. Відомо, що російський посол навіть відмовився від запрошення на дипломатичний обід, дізнавшись, що там буде Геккерн. Проте Геккерн запросив до себе в австрійську столицю на зимовий сезон 1842—1843 років подружжя Дантес . Графиня Фікельмон записала у своєму щоденнику:
|  | Мы не увидим госпожи Дантес, она не будет бывать в свете и в особенности у меня, так как она знает, что я смотрела бы на её мужа с отвращением. |

Катерина Миколаївна в листах до брата приховує справжній стан речей. За її словами, вона і чоловік просили Геккерна дозволити їм не бувати у вищому світі, і вона була б щаслива повернутися назад в Сульц. Приймали Дантесів тільки у Фрізенгофів: Наталя Фрізенгоф, вихованка Софії Іванівни де Местр, тітки Катерини, в силу родинних зв'язків не відмовлялася від спілкування з ними, але малоймовірно, що Дантеси були на званих вечорах, які влаштовувалися цією родиною .

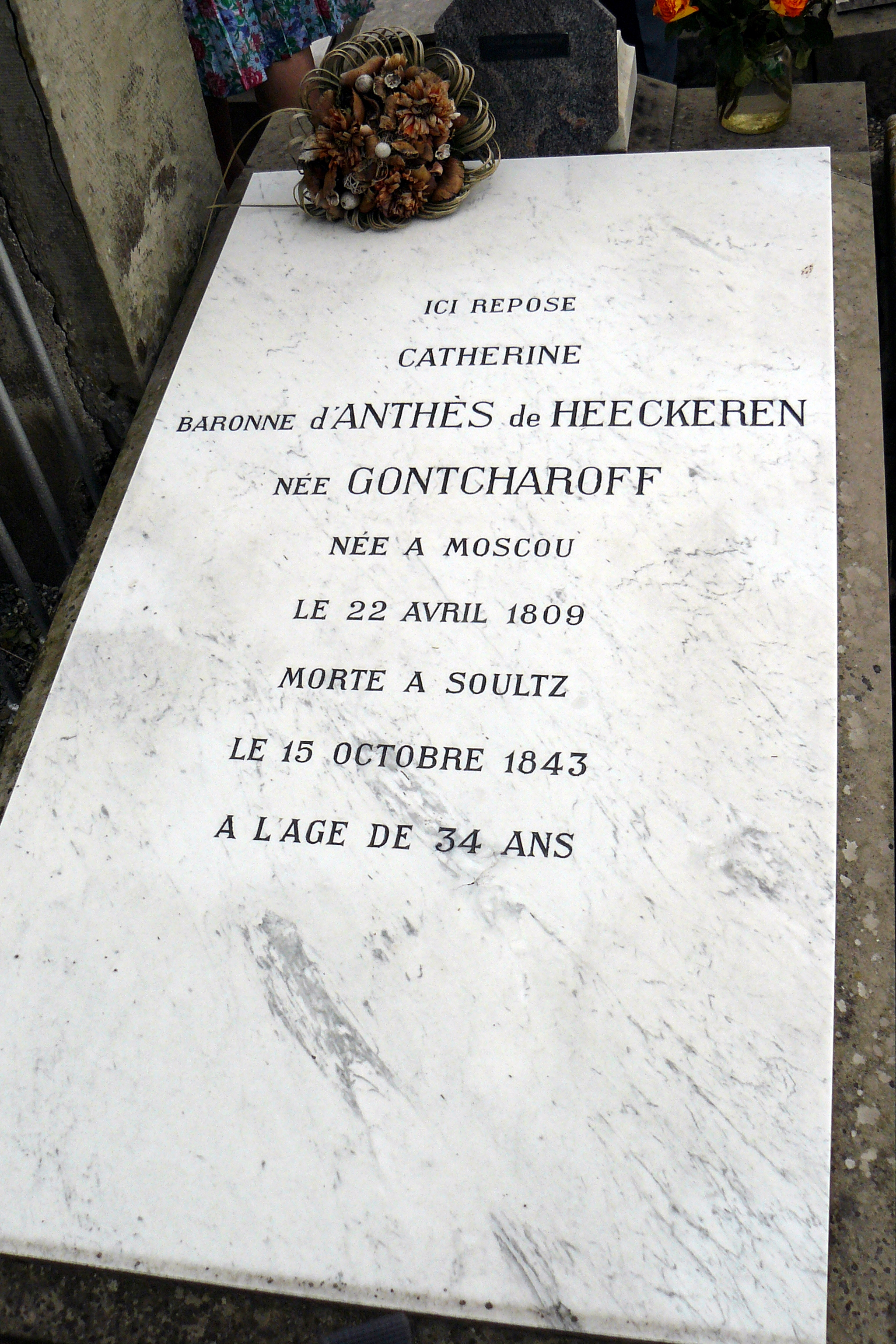
Надгробний камінь на могилі Катерини Миколаївни в місті Сульц (Ельзас, Франція)

Катерина Миколаївна після народження трьох дочок (поява на світ останньої, Леоні, в 1840 році, за визнанням самої Катерини, засмутила її) прагнула подарувати чоловікові спадкоємця. Взимку 1842 вона народила мертвого хлопчика. За спогадами її онука, Луї Метмана, Катерина Миколаївна за даною нею обітницею ходила босоніж в місцеву каплицю і довго молилася в надії народити сина.
22 вересня 1843 вона народила довгоочікуваного сина, Луї-Жозефа. Померла 15 жовтня 1843 роки від післяпологової гарячки.
У 1936 році Леонід Гроссман опублікував лист Дантеса, адресований Івану Гагаріну. У ньому Дантес пише, що його покійна дружина прийняла католицтво, але, щоб не засмучувати рідних, приховувала це. Ободовська і Дементьєв, спираючись на слова Геккерна з листа Дмитру Гончарову про смерть Катерини Миколаївни: «вона отримала необхідну допомогу, яку наша церква могла надати її віросповіданню», вважають, що повідомлення Дантеса помилкове. Вони також відзначають, що про прийняття Катериною Миколаївною католицької віри нічого не повідомляє в своїх спогадах її онук Луї Метман, який не мав причин приховувати цей факт.

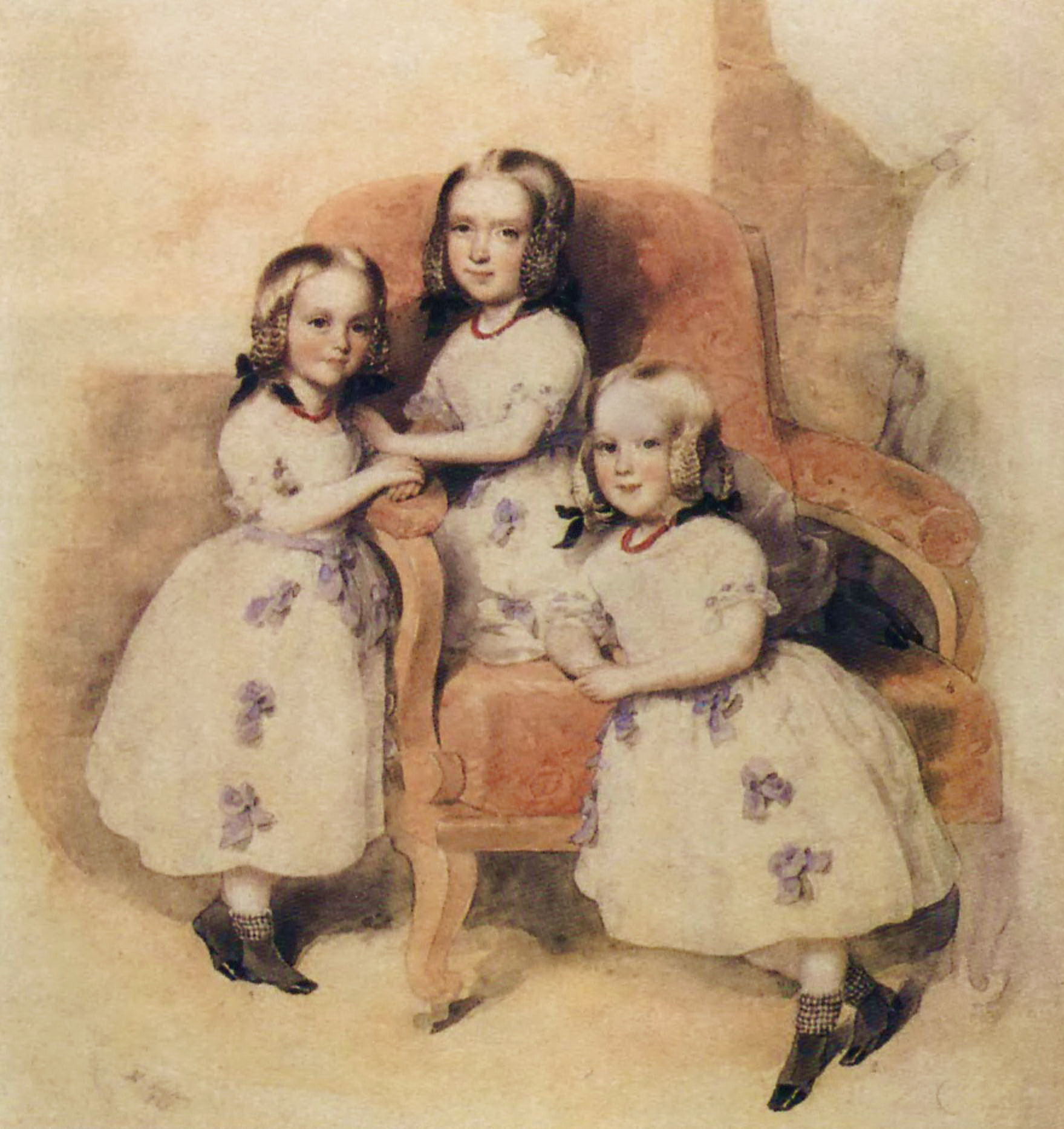
Доньки К. М. Дантес де Геккерн.
Зліва направо: Леоні, Матільда, Берта. Акварель Леопольда Фішера. 1843

## Діти К. М. Дантес де Геккерн
- Матильда-Євгенія (19 жовтня 1837 — 29 грудень 1893) — з 1861 року дружина генерала Жана-Луї Метмана.
- Берта-Жозефіна (5 квітня 1839 — 17 квітень 1908) — з 1864 року дружина Едуарда, графа Вандаля (1813—1889).
- Леоні-Шарлотта (3 квітня 1840 — 30 червень 1888) — неодружена.
- Луї-Жозеф (22 вересня 1843 — 27 сентября 1902) — з 1883 року одружений з Марією-Луїзою-Вікторією-Емілією Шауенбург-Люксембург.

Після смерті матері дітей виховувала неодружена сестра Жоржа Дантеса Адель. Дослідники відзначають незвичайну долю третьої дочки Катерини Миколаївни, Леоні. У бесіді з кореспондентом газети «Новий час» Луї-Жозеф Геккерн-Дантес сказав наступне:
|  | Пушкин! Как это имя связано с нашим! Знаете ли, что у меня была сестра, — она давно покойница, умерла душевнобольной. Эта девушка была до мозга костей русской. Здесь, в Париже, живя во французской семье, во французской обстановке, почти не зная русских, она изучила русский язык, говорила и писала по-русски получше многих русских. Она обожала Россию и больше всего на свете Пушкина. |

Дочка сенатора Другої імперії, що мала всі можливості жити інтенсивним світським життям, абсолютно не цікавилася цим. Вона самостійно пройшла на дому курс Політехнічної школи, і «за словами своїх професорів, була першою …». Леоні знала напам'ять безліч творів Пушкіна, в її кімнаті зберігалося кілька портретів поета. Олександр Онєгін, який зустрічав Леоні, відзначав, що це була незвичайна дівчина. В одній зі сварок з батьком вона кинула йому в обличчя звинувачення у вбивстві Пушкіна. Можливо, важкі сімейні відносини вплинули на здоров'я молодшої дочки Дантеса, вона захворіла і померла в психіатричній лікарні.